# تالاچوو
تالاچوو (انگلیسی: Talachevo) یک شهرک در شهرستان استرلیتاماکسکی استان باشقیرستان کشور روسیه است.